# Gnophomyia tricornis
Gnophomyia tricornis är en tvåvingeart som beskrevs av Alexander 1949. Gnophomyia tricornis ingår i släktet Gnophomyia och familjen småharkrankar.
Artens utbredningsområde är Peru. Inga underarter finns listade i Catalogue of Life.